# Odri
«Odri» (Одрі) — українська автотранспортна компанія, зі штаб-квартирою у Львові, що здійснює регулярні автобусні рейси до країн Європи. 

## Про компанію
Заснована 2001 року, головний офіс розташовано у Львові, інші діють у Києві та Одесі, іноземні представництва: у Польщі, Німеччині, Іспанії та Італії. 2017 року в компанії працювало 123 особи. Автопарк складається з автобусів класу Euro-4,Euro-5, переважно марки Van Hool.
2006 року варшавський аеропорт Модлін уклав договір на пряме сполучення з Кам'янцем-Подільським із зупинками в Івано-Франківську, Львові, Любліні та Варшаві. Далі автобус мав курсувати до Ґданську і Колобжегу. 
З жовтня 2014 року компанія почала обслуговувати перевезення з Німеччини до України німецької туристично-транспортної компанії «Kaufmann Reisen».
2016 — компанія разом з іспанською громадою УГКЦ за власний кошт організувала проїзд дітей загиблих воїнів АТО з України до Барселони.
Станом на жовтень 2017 рік, компанія обслуговує рейси до Іспанії, Італії, Польщі, Німеччини тощо.